# Friedrich Paulus
 Der er flere personer med dette navn, se Paulus (flertydig).
Friedrich Wilhelm Ernst Paulus (23. september 1890 - 1. februar 1957) var en tysk officer som opnåede rang af Generalfeltmarskal under belejringen af Stalingrad i 1943
Paulus, der var søn af en lærer, tjente i den tyske hær fra 1910 til 1943. Han gjorde tjeneste forskellige steder under 1. Verdenskrig og opnåede rang af kaptajn. Efter krigsafslutningen blev han én af 4.000 tyske officerer, der fortsatte i den kun 100.000 store forsvarshær, som Tyskland fik lov at beholde ifølge Versaillestraktaten. I 1938 blev han udnævnt til generalstabschef i Guderians XVI armekorps. Han endte sin karriere som chef for den tyske 6. armé, som næsten erobrede Stalingrad, og som blev omringet af den Røde Hær, som den måtte overgive sig til efter slaget om Stalingrad. Umiddelbart før overgivelsen udnævnte Hitler Paulus til generalfeltmarskal. Hitler forventede, at Paulus ikke ville være den første tyske feltmarskal, som lod sig tage til fange. Men Paulus overgav sig og kom i sovjetisk krigsfangenskab og tilsluttede sig senere den anti-nazistiske komité Nationalkomitee Freies Deutschland, der var aktiv fra 1943 og indtil krigens afslutning. 
Paulus optrådte som vidne ved krigsforbryderprocessen i Nürnberg i 1946, hvad der gav anledning til megen kritik. Hans vidneudsagn belastede især Hermann Göring, Wilhelm Keitel og Alfred Jodl.
Han sad i krigsfangenskab i Sovjetunionen til 1953. Derefter bosatte han sig i  DDR (DDR – Deutsche Demokratische Republik). I 1956 blev han diagnosticeret med ALS, som han døde af i februar 1957. Paulus blev begravet i Baden-Baden i Vesttyskland ved siden af sin kone siden 1912, Elena, som han ikke havde set siden han tog til fronten i 1942.